# Bangarang
Bangarang je čtvrté EP amerického producenta Skrillexe. Vydáno bylo 23. prosince 2011 v on-line obchodu Beatport. Od 27. prosince 2011 je k dispozici i u dalších prodejců hudby ke stažení. Jedná se o kolekci skladeb, které byly všechny (kromě „Right on Time“) v minulosti hrány živě na Skrillexově turné Mothership, které skončilo týden před vydáním alba.

## Seznam skladeb
| Pořadí         | Název                                          | Délka |
| -------------- | ---------------------------------------------- | ----- |
| 1.             | Right In                                       | 3:00  |
| 2.             | Bangarang (feat. Sirah)                        | 3:35  |
| 3.             | Breakn' a Sweat (s The Doors)                  | 5:02  |
| 4.             | The Devil's Den (s Wolfgangem Gartnerem)       | 4:53  |
| 5.             | Right on Time (s 12th Planet a Kill the Noise) | 4:05  |
| 6.             | Kyoto (feat. Sirah)                            | 3:21  |
| 7.             | Summit (feat. Ellie Goulding)                  | 6:14  |
| Celková délka: | Celková délka:                                 | 30:10 |

| Bonusová skladba na iTunes | Bonusová skladba na iTunes          | Bonusová skladba na iTunes |
| Pořadí                     | Název                               | Délka                      |
| -------------------------- | ----------------------------------- | -------------------------- |
| 8.                         | Skrillex Orchestral Suite by Varien | 6:55                       |
| Celková délka:             | Celková délka:                      | 37:05                      |